# Bruno Suviranta
Bruno Kaarle Suviranta, till 1906 Olander, född 18 mars 1893 i Sibbo, död 29 augusti 1967 i Helsingfors, var en finländsk nationalekonom.
Suviranta blev filosofie doktor 1927. Han var 1930–1942 anställd vid Finlands Bank och 1942–1946 avdelningschef vid finansministeriet, professor i nationalekonomi vid Tekniska högskolan 1937–1944 och vid Helsingfors universitet 1944–1957; kansler för den finska handelshögskolan i Helsingfors från 1953.
Suviranta utgav en doktrinhistorisk avhandling om diskussionen rörande den engelska handelsbalansen under merkantilismen, arbeten om världsdepressionen och den finländska krigsskadeståndsfrågan, en historik över Finska Ångfartygs Ab, med mera. Han stod nära den bland annat av Keynes influerade Stockholmsskolan och var i motsats till flertalet av sina inhemska kolleger anglosaxiskt orienterad.
Han var far till Högsta förvaltningsdomstolens president Antti Suviranta.